# Mu Librae
Mu Librae (7 Librae) é uma estrela na direção da constelação de Libra. Possui uma ascensão reta de 14h 49m 19.09s e uma declinação de −14° 08′ 56.3″. Sua magnitude aparente é igual a 5.32. Considerando sua distância de 235 anos-luz em relação à Terra, sua magnitude absoluta é igual a 1.03. Pertence à classe espectral Ap.